# Словарь античности
«Словарь античности» (нем. Lexikon der Antike) — краткий энциклопедический словарь, посвящённый культуре и истории античного общества. Подготовлен лейпцигским Библиографическим институтом, в авторском коллективе было более ста специалистов. Первое издание вышло в 1971 году, десятое — в 1990 году.
Также словарь публиковало издательство Fourier Verlag в Висбадене и издательство Gondrom. Издательство Heyne Verlag в Мюнхене публиковало словарь под названием Das große Lexikon der Antike. Первое издание вышло в 1974 году, третье и последнее издание — в 1994 году.
Составитель — филолог-классик Йоханнес Ирмшер (1920—2000), возглавлявший Институт греко-римских древностей Германской академии наук в Берлине, а после реформы Академии наук в 1969 году — подразделение греко-римской истории Центрального института древней истории и археологии (ZIAGA) Германской академии наук в Берлине (с 1972 года — Академии наук ГДР), в сотрудничестве с Ренате Йоне (род. 1940), сотрудницей ZIAGA. Одним из авторов словаря был муж Ренате, историк К.-П. Йоне.

## Переводы
В 1983 году издательством «Валгус» (Valgus) в Таллине опубликован перевод на эстонский язык (Antiigileksikon) в двух томах с четвёртого немецкого издания (1979). Перевод переиздан в одном томе в 1985 году.
В 1989 году в издательстве «Прогресс» вышел русский перевод с девятого немецкого издания (1987), переводчики: В. И. Горбушин, Л. И. Грацианская, И. И. Ковалёва, О. Л. Левинская, Г. А. Николаев, А. А. Россиус, А. Я. Ярин и другие. Ответственный редактор В. И. Кузищин, заместителем ответственного редактора являлся А. К. Авеличев, возглавлявший издательство «Прогресс» в 1987—1996 гг. Также членами редколлегии являлись С. С. Аверинцев, Т. В. Васильева, М. Л. Гаспаров, Е. Ф. Губский, И. Д. Рожанский и Е. М. Штаерман. Перевод переиздан в 1992 и 1993 годах.